# Xaver Hoffmann
Xaver Hoffmann (ur. 22 listopada 1974) – niemiecki snowboardzista. Jego najlepszym wynikiem na mistrzostwach świata jest 4. miejsce w halfpipe’ie na mistrzostwach w Madonna di Campiglio. Jego najlepszym wynikiem olimpijskim jest 17. miejsce w halfpipe’ie na igrzyskach w Nagano. Najlepsze wyniki w Pucharze Świata osiągnął w sezonie 2002/2003, kiedy to triumfował w klasyfikacji halfpipe’a.
W 2009 r. zakończył karierę.

## Sukcesy

### Igrzyska olimpijskie
| Miejsce | Dzień     | Rok  | Miejscowość    | Konkurencja | Zwycięzca   |
| ------- | --------- | ---- | -------------- | ----------- | ----------- |
| 17.     | 12 lutego | 1998 | Nagano         | Halfpipe    | Gian Simmen |
| 20.     | 11 lutego | 2002 | Salt Lake City | Halfpipe    | Ross Powers |
| 34.     | 12 lutego | 2006 | Turyn          | Halfpipe    | Shaun White |

### Mistrzostwa Świata
| Miejsce | Dzień       | Rok  | Miejscowość          | Konkurencja | Zwycięzca        |
| ------- | ----------- | ---- | -------------------- | ----------- | ---------------- |
| 4.      | 27 stycznia | 2001 | Madonna di Campiglio | Halfpipe    | Kim Christiansen |
| 14.     | 17 stycznia | 2003 | Kreischberg          | Halfpipe    | Markus Keller    |
| 21.     | 22 stycznia | 2005 | Whistler             | Halfpipe    | Antti Autti      |
| 18.     | 20 stycznia | 2007 | Arosa                | Halfpipe    | Mathieu Crepel   |

### Puchar Świata

#### Miejsca w klasyfikacji generalnej
- 1997/1998 - 68.
- 2000/2001 - -
- 2001/2002 - -
- 2002/2003 - -
- 2003/2004 - -
- 2004/2005 - -
- 2005/2006 - 10.
- 2006/2007 - 38.
- 2008/2009 - 195.

#### Miejsca na podium
1. Hintertux – 25 listopada 1997 (halfpipe) - 1. miejsce
2. Laax – 1 grudnia 2002 (halfpipe) - 2. miejsce
3. Whistler – 19 grudnia 2002 (halfpipe) - 2. miejsce
4. Sapporo – 2 marca 2003 (halfpipe) - 1. miejsce
5. Serre Chevalier – 8 marca 2003 (halfpipe) - 1. miejsce
6. Arosa – 13 marca 2003 (halfpipe) - 2. miejsce
7. Whistler – 13 grudnia 2003 (halfpipe) - 2. miejsce
8. Kreischberg – 23 stycznia 2004 (halfpipe) - 2. miejsce
9. Sapporo – 22 lutego 2004 (halfpipe) - 3. miejsce
10. Sungwoo – 26 lutego 2005 (halfpipe) - 3. miejsce
11. Valle Nevado – 14 września 2005 (halfpipe) - 1. miejsce
12. Leysin – 20 stycznia 2006 (halfpipe) - 3. miejsce
13. Bardonecchia – 3 lutego 2007 (halfpipe) - 3. miejsce

W sumie 4 zwycięstwa, 5 drugich i 4 trzecie miejsca.